# Blepharita virgata
Blepharita virgata är en fjärilsart som beskrevs av Tutt. Blepharita virgata ingår i släktet Blepharita och familjen nattflyn. Inga underarter finns listade i Catalogue of Life.